# SN 2008ba
SN 2008ba – supernowa typu Ia odkryta 27 lutego 2008 roku w galaktyce A160549+1927. W momencie odkrycia miała maksymalną jasność 18,60m.